# Guerra Civil iemenita
La guerra Civil iemenita és una guerra civil multilateral en curs que va començar a finals de 2014 principalment entre els Consells Rashad al-Alimi i de Mahdi al-Mashat juntament amb els seus partidaris i aliats. Tots dos afirmen constituir el govern oficial del Iemen.

## Antecedents
Amb la caiguda de la Unió Soviètica, els Iemen del Nord i el Iemen del Sud es van unificar formalment amb el nom de República del Iemen, el 1990. La unificació no resolgué els conflictes, per tal com dins el nou estat es desenvolupà una lluita pel poder entre les faccions agrupades a l'entorn del president, d'una banda, i del vicepresident Ali Salim al-Bid (antic president del Iemen del Sud), de l'altra. El 21 de maig de 1994 el sud es va declarar independent i va restablir la República Popular i Democràtica del Iemen sota la presidència d'al-Baidh, iniciant una guerra civil per restaurar la independència i el laïcisme al sud es va acabar el 7 de juliol de 1994 amb la victòria del nord, quan va ocupar Aden.
Des del 2007, un moviment polític i una organització paramilitar activa al sud del Iemen reclamen la secessió de la República del Iemen i el retorn a l'antic estat independent del Iemen del Sud, el 2009, la insurrecció armada es va reprendre al sud del Iemen, dirigida pels successors del Moviment del Iemen del Sud.
Davant d'un important aixecament nacional que va provocar 2.000 morts, el 23 d'abril de 2011, Abdrabbuh Mansur Hadi va anunciar que dimitiria el 2013 a canvi d'immunitat d'enjudiciament penal. El 18 de maig de 2011, va accedir a signar un acord amb grups de l'oposició, estipulant que dimitiria dins d'un mes; però, més tard va renegar d'aquest compromís. El 3 de juny Salih va ser ferit en un atac de RPG contra el palau presidencial. L'endemà va ser traslladat a un hospital militar a l'Aràbia Saudita per al tractament i Abdorabu Mansur Hadi va ser designat com a president interí.

## La guerra civil
La guerra civil va començar el setembre de 2014 quan Ali Abdallah al-Salih va intentar recuperar el poder sobre el país i el Congrés General del Poble (CGP), i reunint una gran part del CGP es va posar del costat dels huthis i va dividir efectivament el partit en una facció pro-Abdrabbuh Mansur Hadi i una altra pro al-Saleh.
Al setembre de 2014 les forces houthis van prendre el control de la capital, Sanaa, que es van repartir amb les forces del GPC d'al-Salih, a la qual va seguir una ràpida presa de possessió del govern houthi.
El novembre de 2014, l'Estat Islàmic va anunciar la formació de la seva branca regional al Iemen. Tot i que va dur a terme nombrosos atacs d'alt perfil durant el 2015, Estat Islàmic es va trobar aïllat a causa de les seves tàctiques brutals, i a finals de 2016 el grup estava majoritàriament confinat a la governació d'al-Bayda.
El 21 de març de 2015, el Comitè Revolucionari Suprem liderat pels houthis va declarar una mobilització general per enderrocar al president Hadi i ampliar el seu control a les províncies del sud. L'ofensiva houthi, aliada amb les forces militars lleials a l'antic president Ali Abdallah al-Salih va prendre el 25 de març Lahij, Taizz i van arribar als afores d'Aden, la seu del poder del govern d'Hadi, que va fugir del país mentre una coalició liderada per l'Aràbia Saudita va llançar operacions militars utilitzant atacs aeris expulsant els houthis i al-Salih d'Aden i Marib, al nord-est de Sanaa, restaurant l'antic govern iemenita i solidificant la línia de front. Els Estats Units d'Amèrica van proveir aquesta campanya de suport logístic i intel·ligència militar. Tot i que no hi ha hagut una intervenció directa del govern iranià al Iemen, la guerra civil és àmpliament considerada com a part del conflicte de poder entre l'Iran i l'Aràbia Saudita.
En abril de 2015 al-Qaida a la Península Aràbiga (AQAP) va vèncer a la batalla de Mukalla i van capturar un enorme dipòsit d'armes que contenia desenes de tancs, llançacoets Katyusha i armes petites amb els què va consolidar el seu domini a la província de Hadhramau establint un miniestat al voltant de Mukalla, i el 16 de juny un atac de drons dels Estats Units va matat l'emir d'AQAP, Nasir al-Wuhayshi, sent substituït pel cap militar del grup, Qasim al-Raymi. A principis de desembre de 2015 les ciutats de Zinjibar (la capital provincial de la governació d'Abyan) i Ja'ar (a pocs quilòmetres cap a l'interior al nord), van ser capturades per AQAP, però els Emirats Àrabs Units van donar suport a les forces locals aconseguiren el control de Mulalla en abril de 2016, i les forces d'AQAP i Estat Islàmic en retirada van atacar la Governació d'Hadramaut contra les forces lleials al president Abdrabbuh Mansur Hadi, però foren aturats per les forces d'elit de la coalició, i la major part dels comandaments d'AQAP a la regió foren capturats. Zinjibar va ser recuperada per les forces progovernamentals el 14 d'agost de 2016.
L'aliança entre al-Salih i els huthis va acabar quan el desembre de 2017 al-Salih va trencar amb els huthis i es va posar del costat dels seus antics enemics Aràbia Saudita, els Emirats Àrabs Units i el president Hadi, i van esclatar els combats entre els huthis i les forces lleials a al-Salih quan la coalició liderada per l'Aràbia Saudita va començar a bombardejar zones huthis, i finalment va provocar la mort de al-Salih i la presa de control de Sanaa el 4 de desembre de 2017. Una gran part del CGP va jurar lleialtat als houthis i va escollir Sadeq Ameen Abu Rass com a nou president, i els elements del CGP que es van mantenir lleials a la família d'al-Salih es van retirar a les zones controlades per Hadi i van començar a reconstruir la seva força militar per lluitar contra els huthis.

Ofensiva governamental sobre al-Hudayda

El 6 de desembre de 2017 les forces progovernamentals van atacar els huthis a la governació d'al-Hudayda amb l'objectiu de desallotjar les forces huthis del port, recuperar la ciutat d'al-Hudaydai acabar amb el suposat subministrament de fons, armes i míssils balístics als huthis a través del port d'al-Hudayda. El 3 de juny 2.000 soldats emiratis van atacar al-Hudayda des d'una base naval dels Emirats Àrabs Units a Eritrea, i les converses negociades per l'Organització de les Nacions Unides (ONU) van causar una pausa a les operacions militars el 23 de juny de 2018. La batalla es va reprendre el 9 de setembre de 2018 després de l'enfonsament de les converses de pau a causa de l'absència dels houthi a les converses de pau de Ginebra. El 13 de desembre de 2018 es va acordar un alto el foc negociat per l'ONU, donant a les dues parts 21 dies per retirar completament les seves tropes de la ciutat i les forces progovernamentals es retiraren de la ciutat el novembre de 2021, cedint el control d'al-Hudayda als huthis.
La batalla de la vall d'Al Masini va ser una operació per netejar el bastió controlat per al-Qaida a la Península Aràbiga de la vall d'Al Misini a la província d'Hadramut, que va acabar amb victòria de la coalició liderada pels Emirats Àrabs Units, amb la recuperació de la major part de la vall d'Al Masini de mans dels islamistes el 18 de febrer de 2018.
El 30 d'abril de 2018, els Emirats Àrabs Units van desplegar més d'un centenar de soldats amb artilleria i vehicles blindats a l'arxipèlag iemenita de Socotra sense coordinació prèvia amb el govern iemenita provocant el deteriorament de les relacions dels dos països. Al Jazeera va informar que poc després de l'aterratge, les forces dels Emirats Àrabs Units van acomiadar els soldats iemenites estacionats a instal·lacions administratives com l'aeroport de Socotra i els ports marítims fins a nou avís, i la bandera dels Emirats Àrabs Units va ser aixecada a dalt als edificis oficials del govern a Hadibu. El 14 de maig es va arribar a un acord entre els Emirats Àrabs Units i el Iemen que va veure que el Iemen va recuperar el control administratiu i que les tropes de l'Aràbia Saudita també es desplegaven a l'illa.
A mitjans de 2018, Estat Islàmic va ser finalment empès fins a la regió de Qayfa de la governació d'al-Bayda, un bastió d'AQAP, coincidint amb el replegament d'AQAP per les seves pèrdues al sud provocant un conflicte entre els dos grups que consumiria la majoria dels seus mitjans i activitats militars durant anys. Durant el pic dels combats el 2019, més de la meitat de les operacions d'AQAP es portarien a terme contra Estat Islàmic provocant la mort d'almenys un centenar de combatents. A finals de 2019, AQAP va prevaldre en el conflicte i el seu líder Qasim al-Raymi va morir el gener de 2020 a causa d'un atac de drons dels Estats Units, afectar molt les seves capacitats organitzatives. El conflicte entre els dos grups es va esvair el 2020 i AQAP va començar a reorientar-se contra els houthis.
Entre finals d'agost i finals de setembre de 2019, les forces iemenites lleials al Consell Polític Suprem liderat pels huthis van dur a terme l'operació Victòria de Déu atacant a l'Aràbia Saudita i les forces aliades al llarg de la frontera entre el Iemen i l'Aràbia Saudita, encerclant i destruint una concentració substancial de forces liderades pels saudites al sud de Najran que preparaven una represàlia per l'atac a les instal·lacions petrolieres d'Abqayq i Khurais uns dies abans.

Ofensiva de Jawf de 2020

Ofensiva d'Al-Bayda de 2020

El febrer de 2020 els huthis van llançar una ofensiva contra la governació d'Al Jawf capturant de manera decisiva la ciutat d'Al Hazm l'1 de març de 2020 al govern Hadi. El 27 d'abril, la primera fase de l'ofensiva va acabar amb la captura dels hutís de 3.500 quilòmetres quadrats de territori a la governació d'Al Jawf. Després de reforçar-se, els huthis van llançar el 15 de maig de 2020 l'ofensiva d'al-Bayda a la governació d'al-Bayda i la segona fase de la ofensiva al sud-est de Marib el 27 de maig avançant contra Estat Islàmic i l'AQAP, i al setembre havien pres la governació d'al-Bayda a les forces gihadistes, que es van retirar a les governacions d'Abyan i Shabwah. Els houthis van prendre la base militar de Maas a la coalició el 20 de novembre de 2020 i van aturar l'ofensiva el 5 de febrer de 2021, per proposar una negociació a la coalició liderada per l'Aràbia Saudita i al Consell de Transició del Sud, i després de reforçar-se de nou, els huthis van llançar una nova ofensiva cap a la ciutat de Marib el 7 de febrer de 2021, i al desembre de 2021, les forces houthis controlaven totes les zones entre la província d'Al-Jawf i la frontera amb Arabia Saudita, inclòs el districte de Khub Washa'af del govern Hadi.

### Alto-el-foc
L'ONU va negociar una treva nacional de dos mesos el 2 d'abril de 2022 entre les parts en guerra del Iemen, que va permetre que les importacions de combustible a les zones controlades pels houthis i alguns vols operar des de l'aeroport internacional de Sanaa a Jordània i Egipte. El 7 d'abril de 2022, el govern de Hadi es va dissoldre i el Consell de Lideratge Presidencial (PLC) encapçalat per Rashad al-Alimi va prendre el comandament de la República del Iemen, incorporant el Consell de Transició del Sud al seu nou govern. L'ONU va anunciar el 2 de juny de 2022 que la treva nacional s'havia prorrogat encara dos mesos.
La popularitat de les idees independentistes al sud va augmentar als territoris ocupats pels anti-houthi fins que l'agost de 2022, les forces del Moviment del Iemen del Sud recolzat pels Emirats, representades principalment pel Consell de Transició del Sud, van llançar una ofensiva a la Governació d'Abyan i la Governació de Xabwa. Inicialment, les forces del Sud van lluitar majoritàriament contra les forces governamentals recolzades per l'Aràbia Saudita, la majoria de les quals pertanyien al braç armat del partit Islah. Des de principis de setembre de 2022, però, l'ofensiva del Moviment del Sud s'ha centrat més en la lluita contra els reductes locals d'Al-Qaeda.
El març de 2023 l'Iran va acceptar aturar tot el suport militar als huthis i complir l'embargament d'armes de l'ONU, com a part d'un acord d'acostament entre l'Iran i l'Aràbia Saudita negociat per la Xina.

### Guerra dels huthis contra Israel
Com a conseqüència de la Guerra entre Israel i Hamàs, el 31 d'octubre de 2023 els huthis van declarar la guerra a Israel. Van imposar un bloqueig naval a la mar Roja, on van arribar a disparar un míssil balístic contra Elat, al sud d'Israel. Encara que els huthis van dir que només atacarien vaixells vinculats a Israel, els Estats Units o la Gran Bretanya, han atacat indiscriminadament els vaixells de moltes nacions. Entre octubre de 2023 i març de 2024, els huthis van atacar vaixells al Mar Roig en més de seixanta ocasions, i per evitar els atacs, centenars de vaixells comercials han estat redirigits per navegar per Sud-àfrica. Una munició rondadora va impactar al centre de Tel-Aviv el 19 de juliol matant un resident en una zona amb hotels quals acullen els desplaçats de la frontera nord d'Israel amb el Líban, i una oficina de l'ambaixada dels Estats Units també és a prop del lloc de l'atac.
Els Estats Units, el Regne Unit i Israel per la seva banda van atacar repetidament les instal·lacions del port d'al-Hudayda, controlada pels huthis, en operacions conjuntes.